# 吉本芽以
吉本 芽以（よしもと めい、2002年3月21日 - ）は、日本の女子ラグビーユニオン選手。

## プロフィール
- ポジションはロック(LO)、ナンバーエイト(No8)。
- 身長 168cm、体重 65kg
- 女子日本代表キャップは1。（2023年10月現在）

## 略歴
4歳からラグビーを始めた。
2020年、追手門学院高校卒業後、追手門学院大学に入る。
2023年、追手門学院大学ラグビー部の主将に就任。同年10月1日に行われた2023年ラグビー女子日本代表のイタリア遠征女子イタリア代表戦にて途中出場で女子日本代表初キャップを獲得した。